# Song Duanzong
Song Duanzong (chinesisch 端宗, Pinyin Duānzōng; * 1269; † 1278) war der 17. Kaiser der Song-Dynastie und damit der 8. und vorletzte Kaiser der „Südlichen“ Song-Dynastie. Er wurde als Kindkaiser inthronisiert, als die Mongolen schon große Teile Chinas erobert hatten und sich anschickten, die verbliebenen Gebiete im Süden einzunehmen. Er herrschte über das Kaiserreich China von 1276 bis 1278.
| Vorgänger | Amt                        | Nachfolger |
| --------- | -------------------------- | ---------- |
| Gong      | Kaiser von China 1276–1278 | Bing       |

| Personendaten    | Personendaten                                                      |
| ---------------- | ------------------------------------------------------------------ |
| NAME             | Song Duanzong                                                      |
| ALTERNATIVNAMEN  | Sòng Duānzōng (Pinyin); 宋端宗 (chinesisch, Lang- und Kurzzeichen) |
| KURZBESCHREIBUNG | Kaiser von China während der Song-Dynastie                         |
| GEBURTSDATUM     | 1269                                                               |
| STERBEDATUM      | 1278                                                               |